# Lijst van heren en markiezen van Veere
Lijst van heren en markiezen van Veere. De heerlijkheid Veere heeft van 1280 tot 1555 bestaan. In 1555 werd het samen met alle andere bezittingen (stads- en ambachtsheerlijkheden) van Filips van Bourgondië-Beveren op Walcheren door keizer en graaf Karel V verheven tot markizaat. Het Markizaat Veere heeft van 1555 tot 1795 bestaan. Desondanks voert de Koning der Nederlanden sinds 1813 de historische titel van Markies van Veere en Vlissingen.
Heer of vrouwe van Veere waren achtereenvolgens:
| Heer / Vrouwe Leven                             | Periode        | Overige titels of functies en bijzonderheden | Afbeelding |
| ----------------------------------------------- | -------------- | --- | ---------- |
| Wolfert I van Borselen (ca. 1245 - 1299)        | 1280 - 1299    | |            |
| Wolfert II van Borselen (ca. 1280 - 1316/17)    | 1299 - 1317    | |            |
| Wolfert III van Borselen (1313 - 1351)          | 1331 - 1351    | Staat na zijn vaders dood in 1317 tot 1331 onder voogdij van zijn oom Floris van Borselen. |            |
| Wolfert IV van Borselen (?? - 1356/58)          | 1351 - 1356    | |            |
| Hendrik I van Borselen (1336 - 1401)            | 1356/58 - 1401 | |            |
| Wolfert V van Borselen (ca. 1385 - 1409)        | 1402 - 1409    | |            |
| Hendrik II van Borselen (ca. 1404 - 1474)       | 1409 - 1474    | Staat na zijn vaders dood in 1409 tot 1423 onder voogdij van zijn oom Floris van Borselen. Verkreeg in 1453 Vlissingen, Westkapelle en Domburg in pand in verband met een geldlening aan graaf Filips de Goede, en werd zodoende ook heer van deze plaatsen. |            |
| Wolfert VI van Borselen (ca. 1433 - 1486)       | 1474 - 1485    | Van 1466 tot 1485 admiraal der Nederlanden. Van 1477 tot 1483 stadhouder van Holland en Zeeland. |            |
| Maximiliaan van Oostenrijk (1459 - 1519)        | 1485 - 1486    | Door Wolfert VI zijn deelname in de Vlaamse Opstand tegen Maximiliaan, liet Maximiliaan Veere bezetten en liet zich daarna huldigen als heer van Veere. Later, van 1493 tot 1519 keizer van het Heilige Roomse Rijk.                                         |            |
| Filips van Bourgondië-Beveren (ca. 1450 - 1498) | 1486 - 1498    | Trouwde in 1485 met Anna van Borselen, dochter van de afgezette Wolfert VI van Borselen. Van 1491 tot 1498 admiraal der Nederlanden |            |
| Anna van Borselen (ca. 1471 - 1518)             | 1498 - 1518    | Van 1502 tot 1505 samen met haar tweede man Louis van Montfoort (jongere broer van Jan III van Montfoort) |            |
| Adolf van Bourgondië (1489 - 1540)              | 1518 - 1540    | Van 1517 tot 1540 admiraal der Nederlanden |            |
| Maximiliaan II van Bourgondië (1514 - 1558)     | 1540 - 1555    | Van 1540 tot 1558 admiraal der Nederlanden. Van 1547 tot 1558 stadhouder van Holland, Zeeland en Utrecht. |            |

Markies of markiezin van Veere waren achtereenvolgens:
| Markies / Markiezin | Periode      | Overige titels of functies en bijzonderheden | Afbeelding |
| --- | ------------ | --- | ---------- |
| Maximiliaan II van Bourgondië (1514 - 1558)                                                                                | 1555 - 1558  | Werd in 1555 door keizer Karel V verheven tot Markies. |            |
| Maximiliaan van Hénin-Liétard (1542 - 1578)                                                                                | 1558 - 1563  | Wegens door zijn voorganger(s) veroorzaakte schulden, werd de erfenis door Maximiliaans vader Jan V van Hénin verworpen. Later, van 1567 tot 1573 admiraal der Nederlanden. |            |
| Filips II van Spanje (1527 - 1598)                                                                                         | 1567 - 1572  | Als Heer der Nederlanden graaf van Zeeland van 1555 tot 1581. Koning van Spanje van 1555 tot 1598. |            |
| Willem van Oranje (1533 - 1584)                                                                                            | 1581 - 1584  | Prins van Oranje van 1544 tot 1584. Stadhouder van Holland, Zeeland en Utrecht van 1559 tot 1567 en van 1572 tot 1584. Van 1580 tot 1584 ook stadhouder van Friesland en Overijssel. |            |
| Maurits van Oranje (1567 - 1625)                                                                                           | 1588 - 1625  | Prins van Oranje van 1618 tot 1625. Stadhouder van Holland en Zeeland van 1585 tot 1625, van 1590 tot 1625 ook stadhouder van Utrecht, Gelderland en Overijssel en van 1620 tot 1625 ook stadhouder van Groningen en Drenthe. Van 1584 tot 1609 werd de erfenis van Willem van Oranje betwist tussen Maurits en Filips Willem van Oranje. Desondanks werd Maurits in 1588 al ingehuldigd als Markies van Veere. |            |
| Frederik Hendrik van Oranje (1584 - 1647)                                                                                  | 1625 - 1647  | Prins van Oranje van 1625 tot 1647. Stadhouder van Holland, Zeeland, Utrecht, Gelderland en Overijssel van 1625 tot 1647. Van 1640 tot 1647 ook stadhouder van Groningen en Drenthe. |            |
| Willem II van Oranje (1626 - 1650)                                                                                         | 1647 - 1650  | Prins van Oranje van 1647 tot 1650. Stadhouder van Holland, Zeeland, Utrecht, Gelderland, Overijssel, Groningen en Drenthe van 1647 tot 1650. |            |
| Willem III van Oranje (1650 - 1702)                                                                                        | 1653 - 1702  | Prins van Oranje van 1650 tot 1702. Stadhouder van Holland, Zeeland, Utrecht en Overijssel van 1672 tot 1702. Van 1675 tot 1702 stadhouder van Gelderland en van 1695 tot 1702 stadhouder van Drenthe |            |
| Erfenis Willem III onbepaald tot 1732. Markizaat ontbonden van 1732 tot 1748                                               |              | |            |
| Willem IV van Oranje-Nassau (1711 - 1751)                                                                                  | 1748 - 1751  | Prins van Oranje van 1711 tot 1751. Erfstadhouder der Verenigde Nederlanden van 1747 tot 1751. |            |
| Willem V van Oranje-Nassau (1748 - 1806)                                                                                   | 1751 - 1795  | Prins van Oranje van 1751 tot 1806. Erfstadhouder der Verenigde Nederlanden van 1751 tot 1795. |            |
| Markizaat in 1795 opgeheven, vanaf 1813 titel Markies van Veere en Vlissingen verbonden met de Koning(in) der Nederlanden. |              | |            |
| Willem I der Nederlanden (1772 - 1843)                                                                                     | 1813 - 1840  | Prins van Oranje van 1806 tot 1815. Soeverein vorst der Nederlanden van 1813 tot 1815. Koning der Nederlanden van 1815 tot 1840. |            |
| Willem II der Nederlanden (1792 - 1849)                                                                                    | 1840 - 1849  | Prins van Oranje van 1815 tot 1840. Koning der Nederlanden van 1840 tot 1849. |            |
| Willem III der Nederlanden (1817 - 1890)                                                                                   | 1849 - 1890  | Prins van Oranje van 1840 tot 1849. Koning der Nederlanden van 1849 tot 1890. |            |
| Wilhelmina der Nederlanden (1880 - 1962)                                                                                   | 1890 - 1948  | Koningin der Nederlanden van 1890 tot 1948. |            |
| Juliana der Nederlanden (1909 - 2004)                                                                                      | 1948 - 1980  | Koningin der Nederlanden van 1948 tot 1980. |            |
| Beatrix der Nederlanden (1938)                                                                                             | 1980 - 2013  | Koningin der Nederlanden van 1980 tot 2013. |            |
| Willem-Alexander der Nederlanden (1967)                                                                                    | 2013 - heden | Prins van Oranje van 1980 tot 2013. Koning der Nederlanden sinds 2013. |            |